# Gerald O. Glenn
Gerald O. Glenn (1953/1954-11 d'abril de 2020) fou un pastor estatunidenc, de l'Església Evangèlica New Deliverance de Richmond (Virgínia).
Inicialment treballà com a oficial de policia. L'any 1995 fundà l'Església Evangèlica New Deliverance i esdevingué pastor de l'església com a bisbe fins a la seva mort. També fou capellà de la policia del comtat de Chesterfield i de nombrosos equips esportius. Aconseguí que els grups locals del NAACP, les Filles de la Confederació i els Fills de Veterans Confederats fessin una declaració conjunta que commemorés els Estats Confederats d'Amèrica.
A la missa del 22 de març de 2020, durant la pandèmia per coronavirus de 2019-2020, declarà la seva ferma creença que Déu era més gran que el coronaviurs COVID-19. També mencionà a la missa que no tindria por de la mort i que continuaria predicant fins que estigués a la presó o a l'hospital. Aquest sermó formà part del debat sobre com tractar el distanciament social a les comunitats religioses. Posà l'església a disposició dels creients contravenint la prohibició de tancar recintes que poguessin aplegar a grups superiors a deu persones.
El 27 de març de 2020 mostrà símptomes d'infecció de la COVID-19, que inicialment s'atribuïren a una malaltia anterior, ja que havia patit diverticulitis, però fins al 3 d'abril no es confirmà que havia contret el coronavirus. Ell i la seva dona foren finalment ingressats i atesos en un hospital. El 12 d'abril de 2020, dia de Pasqua de Resurrecció, s'anuncià que Glenn havia mort el dia abans víctima de la pandèmia de la COVID-19 als Estats Units.